# Reginald Cools
Reginaldus Cools (Antwerpen, 1618 - aldaar, 1706) was de zevende bisschop van het bisdom Roermond van 1677 tot 1700. Zijn wapenspreuk was: Non nobis (Niet ons, Psalm 115:1). Van 1700 tot 1706 was hij de tiende bisschop van Antwerpen. 

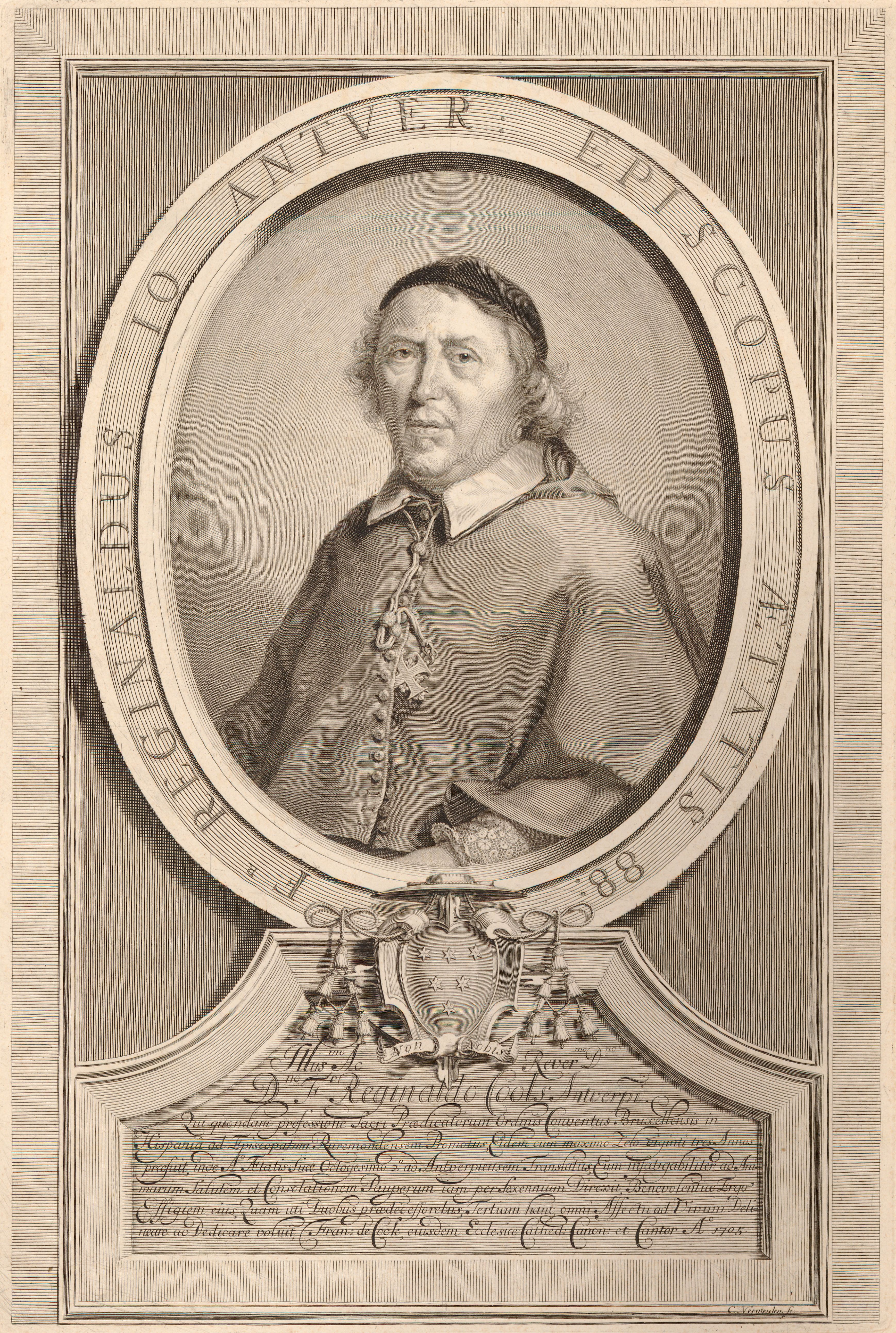
Portretgravure van Reginald Cools, bisschop van Antwerpen

## Familie
Daniël Cools, gedoopt in de Onze-Lieve-Vrouwekathedraal, was een van de tien kinderen van Abraham Cools en Susanna van Can; deze woonden in het huis Den Calender. Het familiewapen dat Daniel (als religieus gebruikte hij de naam Reginald) laat afbeeldingen op zijn schilderij is identiek aan dat van de vooraanstaande Brusselse familie Cools (gekend sinds het begin van de 16de eeuw, een burgemeester van Brussel aan het begin van de 17de eeuw). De exacte verwantschap tussen de familie van Daniël-Reginald en de Brusselse naamdragers kon nog niet worden aangetoond.

## Loopbaan
Daniël Cools studeerde in Leuven rechten. Na korte tijd in het leger gediend te hebben werd hij advocaat aan het hof in Brussel. In 1645 trad hij toe tot de orde van de Dominicanen in Brussel en nam er de naam Reginald aan. Kort na zijn priesterwijding verwierf hij de titel tot doctor in de theologie. In 1650 stuurde Filips IV van Spanje hem naar Spanje met de boodschap dat aan het hof van Parijs Maria Theresia, infante van Spanje, en Lodewijk XIV zouden gaan trouwen. Ook droeg hij de volmachten mee om de Vrede van de Pyreneeën te tekenen.
Op 24 februari 1677 hield de nieuwe bisschop zijn plechtige intrede in Roermond. Op 10 juni 1683 schreef hij een algemene biddag uit voor alle parochies. Er moest een hoogmis worden gezongen en daarna een processie worden gehouden waarin de litanie van alle heiligen gebeden moest worden, met het doel om een overwinning op de Turken bij de Beleg van Wenen (1683) af te smeken (de Poolse koning Jan Sobieski  overwon, ontzette de stad en joeg het Turkse leger op de vlucht). In 1687 maakte hij een reis naar Spanje om de toestand van het bisdom voor te leggen. Er waren vier klachten: de bisschop had geen zitting in de Statenvergadering  van Gelderland, het Hof van Gelre kantte zich voortdurend tegen het officialaat, ook diverse dorpsheren hadden lak aan de kerkelijke regelgeving bij bijvoorbeeld de benoeming van de pastoors. Verder maakte hij bezwaar tegen de regels die ingesteld waren om ook geestelijken, zoals de leden van het officialaat, wereldlijke belastingen te laten betalen. In 1695 werd het seminarie van Roermond hersteld en het onderwijs opgedragen aan kloosterlingen van zijn orde. In deze periode had het Jansenisme veel aanhangers. Cools kreeg samen met collega-bisschoppen voor elkaar dat de leer openlijk werd veroordeeld. 
Eind 1699 werd hij op 81-jarige leeftijd benoemd tot bisschop van Antwerpen. 12 juni 1700 toog hij naar die stad, waar hij nog 6 jaren bisschop was. Op 89-jarige leeftijd overleed hij en werd in het koor van de kathedraal van Antwerpen begraven.